# Blood Sisters
Ne doit pas être confondu avec Blood Sisters (série télévisée).
Blood Sisters est un film dramatique nigérian sorti directement en vidéo en 2003. Il a été réalisé par Tchidi Chikere.

## Synopsis
C'est l'histoire de deux sœurs dont au nom d'Esther la cadette et l'autre au nom de Gloria l'aînée. Depuis la mort de leur père, elles vivent sous le toit de leur mère. Esther haie sa grande sœur et cherche toujours à lui manquer de respect à l'école ou à la maison. Elle fonde parfois des propos mensongères à l'égard de sa sœur mais Gloria aime vraiment sa petite sœur.
Gloria vient à se marier à Ken, un jeune homme riche et ils obtiennent deux enfants ensemble. Voyant sa sœur vivre au village, Gloria demande à son mari que sa sœur vienne vivre avec eux dans leur maison. Un jour, Esther ressentant de la haine, donne à sa grande sœur des orange empoisonnées. Gloria meurt et Esther séduit ken en couchant avec, qui lui est pleinement troublé par la mort de sa femme bien-aimée.
Elle maltraite les enfants de sa sœur en les faisant faire des travaux forcés et en les privant de nourriture. Cependant, l'âme de Gloria ne repose pas en paix et elle cherche à venger mystérieusement sa petite sœur. 
Esther tombe enceinte mais perd le bébé en accouchant, qui par la suite devient aveugle. Elle est persécutée par l'esprit de sa sœur qui ne cesse de lui apparaître. De cela, Esther reconnaissant ses erreurs, se suicide et Ken continue sa vie avec l'enseignante de ses enfants.

## Fiche technique
- Titre français : Blood Sisters
- Réalisation : Tchidi Chikere
- Pays d'origine : Nigeria
- Format : couleurs
- Genre : drame
- Durée : 176 minutes
- Date de sortie : 2003

## Distrubtion
- Chelsea Gabriel
- Omotola Jalade Ekeinde
- Offia Osmond Mbaka
- Genevieve Nnaji
- Oge Okoye
- Patience Ozokwor
- Tony Umez